# Burg Itzehoe
Die Burg Itzehoe ist eine abgegangene in den Jahrzehnten um 1000 erbaute Ringwallburg in der ehemaligen Störschleife bei Itzehoe. Sie ist – anders als noch bis in die zweite Hälfte des 20. Jahrhunderts angenommen – nicht identisch mit der Burg Esesfeld.
Die Burg Itzehoe wurde unter den Billungerherzögen als Operationsbasis zur Sicherung des Herzogtums Sachsen (und damit zugleich des Reiches) gegen die Dänen gebaut. Die Standortwahl erklärt sich aus der Tatsache, dass hier mehrere Heereswege, unter anderem der später als Lübsche Trade bekannte Handelsweg und der Ochsenweg, zusammenliefen sowie auch die Stör als Transportweg und zugleich als natürliche Barriere genutzt werden konnte.
Die in der Störschleife gelegene Halbinsel wurde durch einen Durchstich im Süden zu einer Insel gemacht, in deren nördlichem Teil die Burg angelegt wurde. Um die Burg wurde ein Erdringwall mit einer Höhe von 7 m und einem Durchmesser von 100 m angelegt; auf der Wallkrone schließlich befand sich vermutlich eine Palisadenkonstruktion. Südlich des Walls wurde eine Vorburg errichtet. Südlich der Vorburg, etwa in der Mitte der Insel, wurde schließlich ein Wassergraben angelegt. Die Burg „Echeho“ nahm durch ihre Flusslage sowie durch ihre Fortifikationsstärke eine herausragende Stellung unter den nordalbingischen Ringwallburgen ein. Mit ihr vergleichbar ist nur die 1024 bis 1025 in einer Alsterschleife in Hamburg erbaute „Neue Burg“, die vermutlich nach ihrem Vorbild angelegt wurde.
Im Jahr 1032 wurde die Burg Itzehoe von Abodriten belagert; sie konnten schließlich durch den hinzukommenden Billungerherzog Bernhard II. besiegt werden. Als die Burg 1227 von Dänen belagert wurde, konnten die Angreifer mit Hilfe des herbeigeeilten Schauenburger Grafen Adolf IV. besiegt werden. Kurz darauf konnten die Dänen in der Schlacht von Bornhöved endgültig besiegt werden.
Heute ist die Störschleife zugeschüttet und das Burggebiet überbaut. Auf dem Burghügel befindet sich die gepflasterte Straße „Burg“, die dort einen von Häusern umgebenen Innenhof bildet. Auch die dem Verlauf der ehemaligen Störschleife folgende „Wallstraße“ erinnert an die Burganlage.

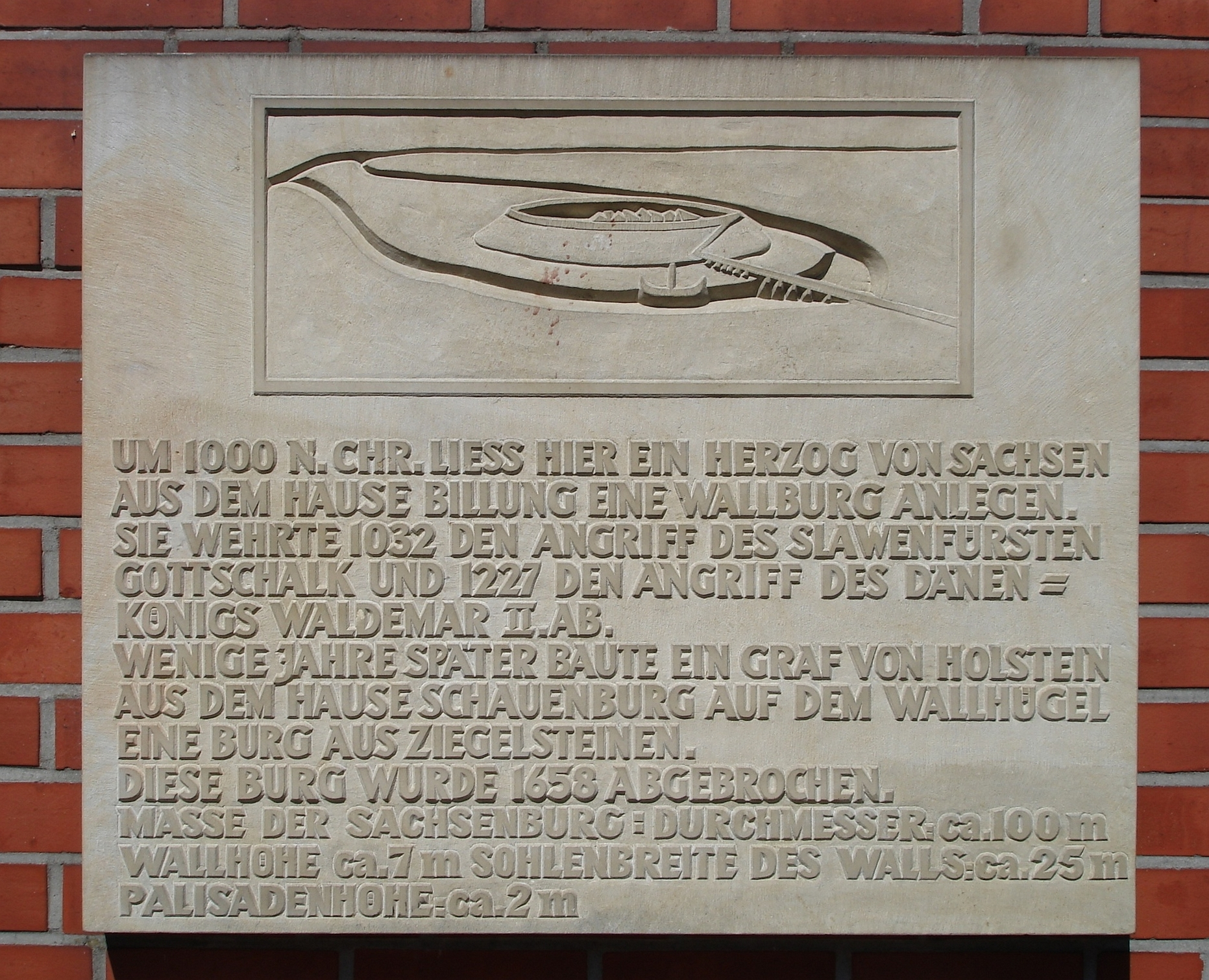
Informationstafel
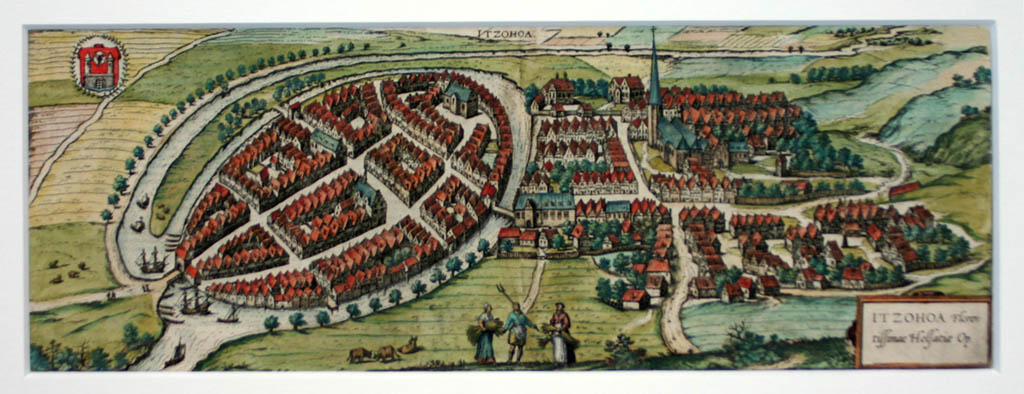
Itzehoe 1588
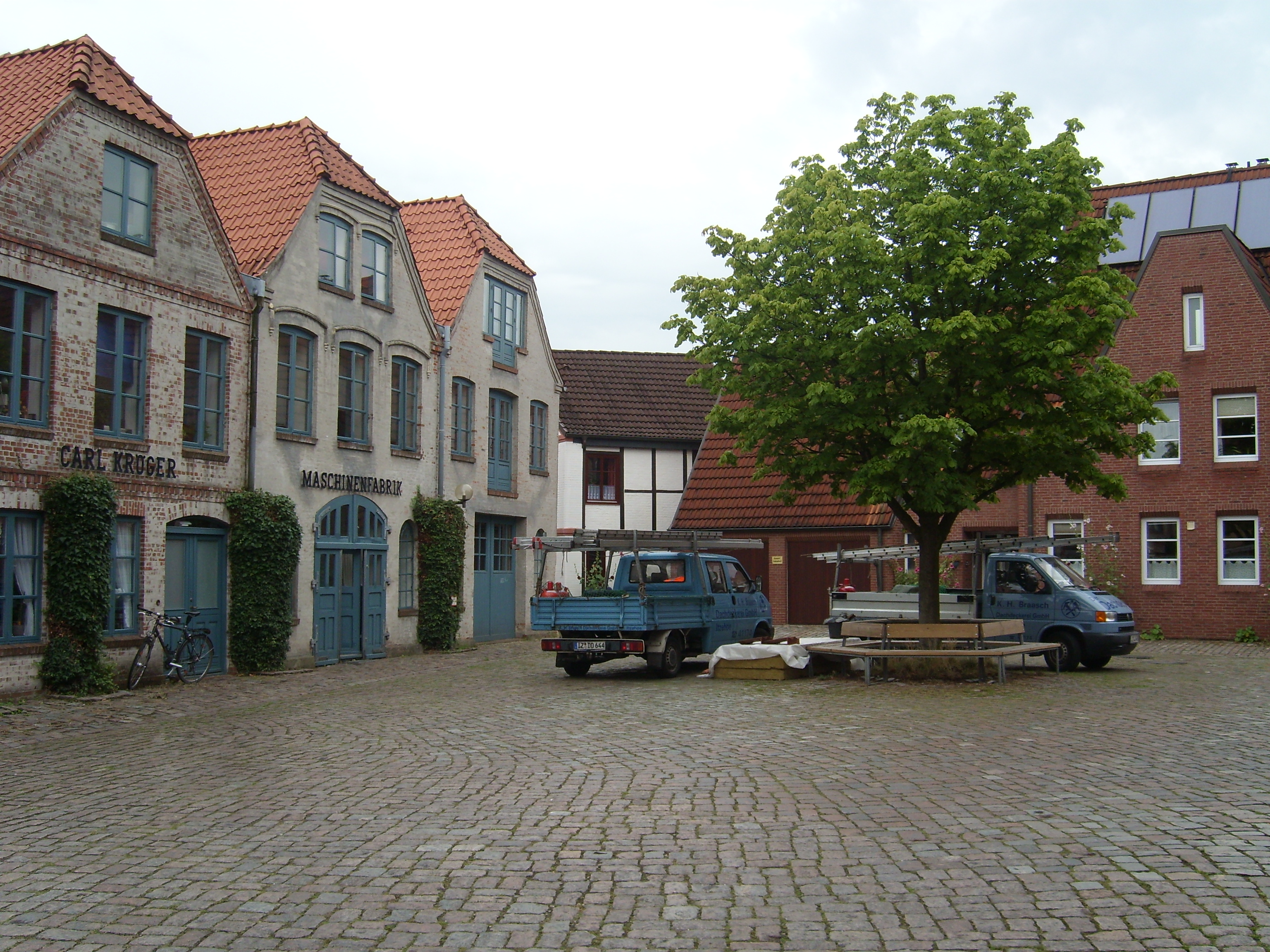
Innenhof der ehemaligen Burg
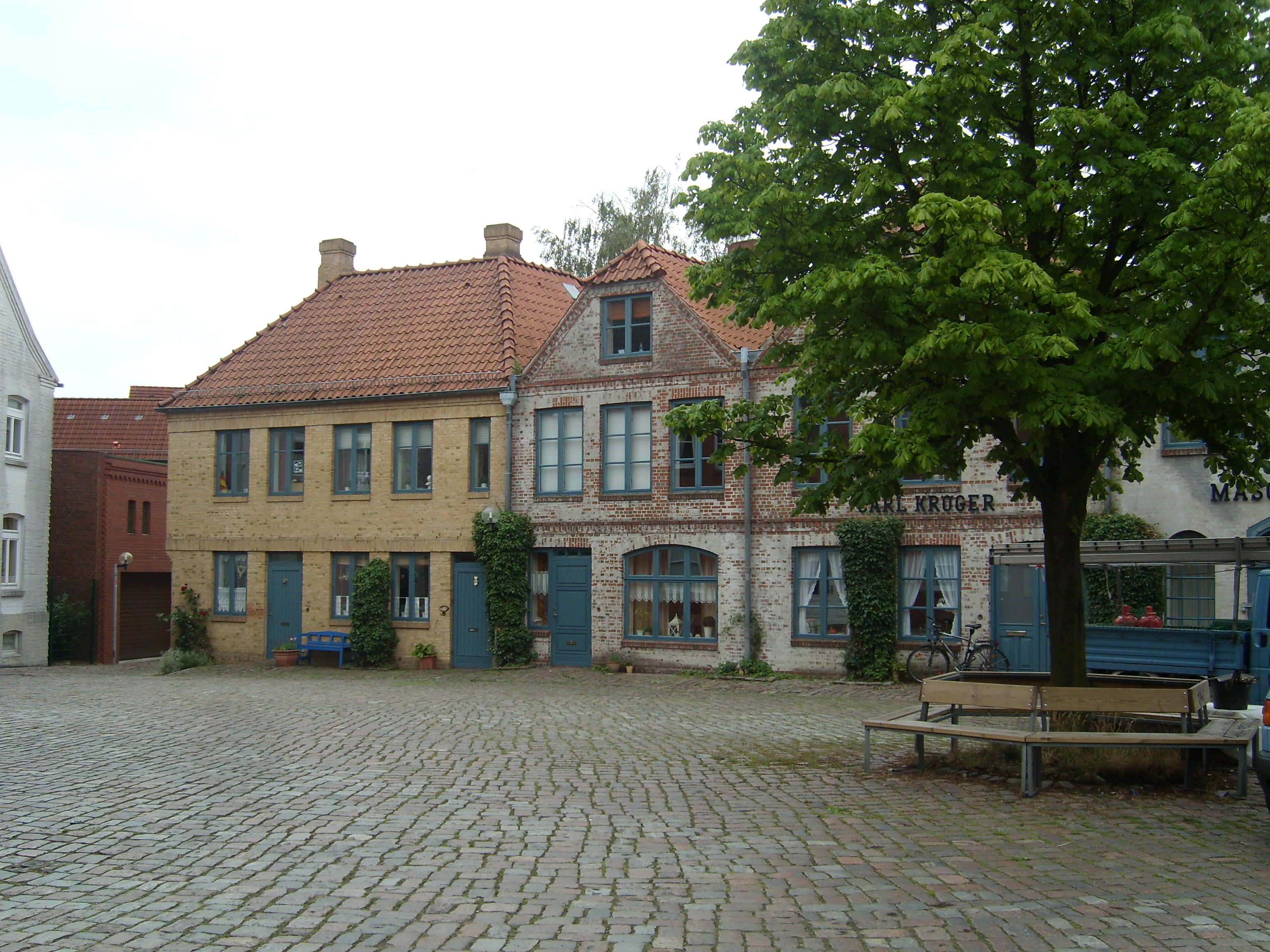
Innenhof der ehemaligen Burg